# Dittatura benevola

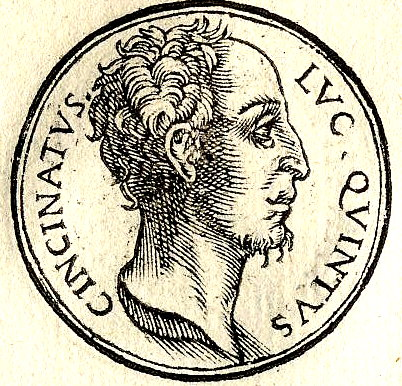
Lucio Quinzio Cincinnato è ritenuto un esempio storico di dittatore benevolo poiché, dopo aver assunto il potere assoluto a Roma per affrontare una crisi militare, si ritirò volontariamente alla vita privata una volta risolta la situazione, rinunciando a qualsiasi ulteriore potere.

Una dittatura benevola è una forma di governo in cui un leader autoritario esercita un potere politico assoluto sullo Stato, ma è percepito come operante a beneficio della popolazione nel suo insieme. Ciò si contrappone allo stereotipo decisamente malevolo di dittatore, che tende a privilegiare i propri interessi e quelli dei suoi sostenitori. Un dittatore benevolo può concedere alcune libertà civili e forme limitate di decisioni democratiche, come referendum o l'elezione di rappresentanti con poteri ristretti. Inoltre, può predisporre una transizione verso una democrazia liberale durante o dopo il suo mandato.

## Caratteristiche
La moderna applicazione del termine nella società globale, sempre più orientata verso la democrazia, può essere fatta risalire a John Stuart Mill e al suo Saggio sulla libertà (1869). Sebbene Mill sostenesse i diritti democratici degli individui, fece un'eccezione per quelli che definiva gli attuali Paesi in via di sviluppo:
Il concetto di dittatore benevolo era una retorica popolare all'inizio del XX secolo come sostegno ai regimi coloniali. Negli anni Quaranta, un funzionario coloniale britannico, Lord Hailey, affermò: "Una nuova concezione del nostro rapporto [...] potrebbe emergere come parte del movimento per il miglioramento dei popoli arretrati del mondo". Hailey considerava lo sviluppo economico come una giustificazione del potere coloniale.
In spagnolo, il termine dictablanda viene talvolta usato per indicare una dittatura che conserva alcune libertà e meccanismi democratici. Allo stesso modo, in portoghese esistono le parole ditabranda o ditamole. Nel febbraio 2009, il quotidiano brasiliano Folha de S. Paulo pubblicò un editoriale in cui utilizzava il vocabolo per descrivere la dittatura militare in Brasile (1964-1985), suscitando diverse controversie.
Mancur Olson ha descritto i dittatori benevoli "non come lupi che cacciano gli alci, ma più come allevatori che si assicurano che il loro bestiame sia protetto e abbeverato", sostenendo che essi abbiano l'incentivo a garantire beni pubblici mentre al contempo cercano di ottenere il maggior surplus possibile per sé stessi.

## Esempi storici

### Mustafa Kemal Atatürk

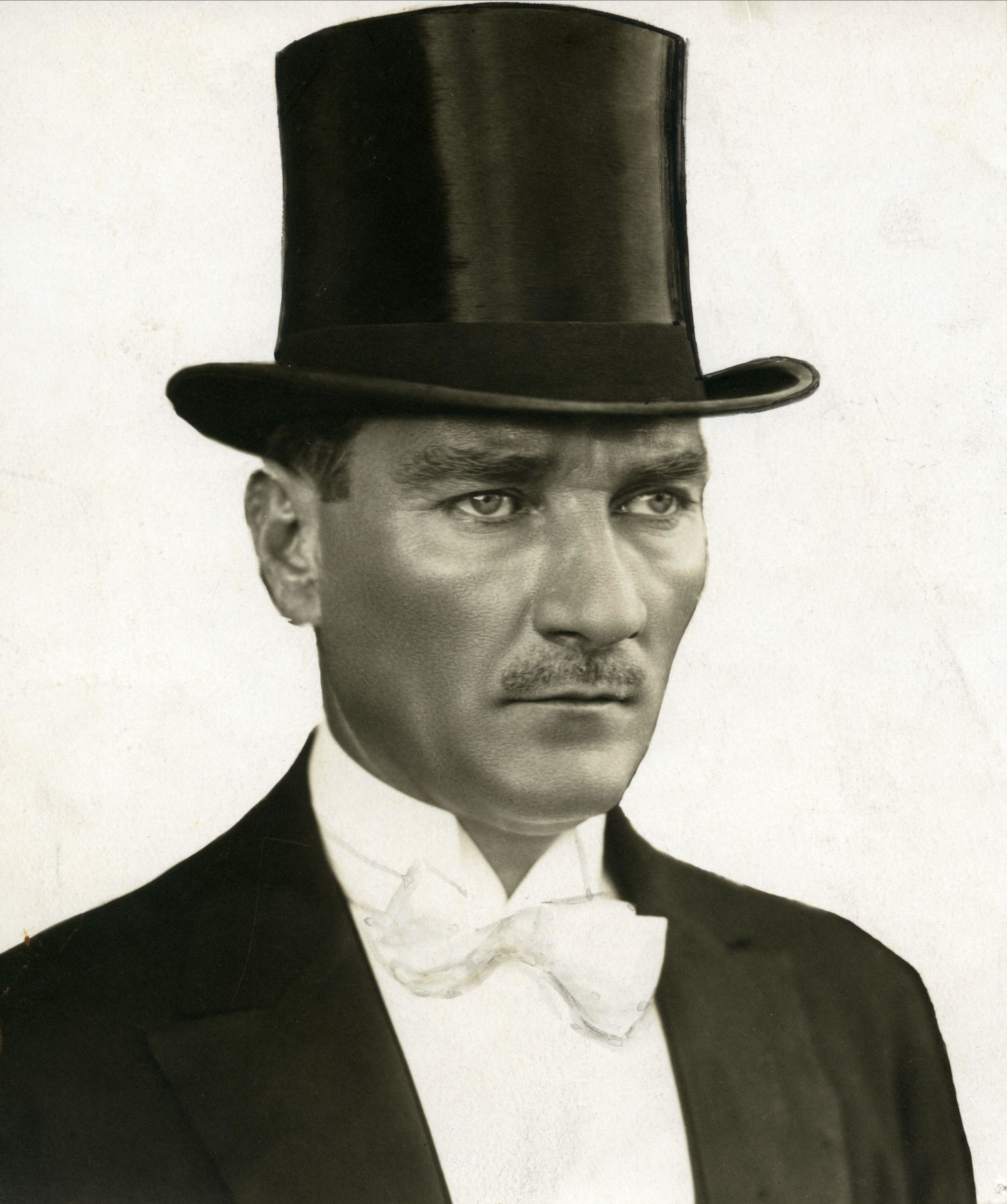
Mustafa Kemal Atatürk

Mustafa Kemal Atatürk è considerato un esempio di dittatore benevolo per la sua guida durante la guerra d'indipendenza turca dal 1919 al 1923 e per la sua presidenza dal 1923 al 1938. È riconosciuto per aver rimosso l'influenza straniera dai territori dell'ex Impero Ottomano ed è visto favorevolmente in quanto fondatore della Repubblica di Turchia.
Come presidente, Atatürk avviò un rigoroso programma di riforme politiche, economiche e culturali con l'obiettivo finale di costruire una nazione moderna e avanzata. Fondò la Repubblica di Turchia come stato laico, basato sui sei principi da lui ideati: repubblicanesimo, populismo, laicismo, riformismo, nazionalismo e statalismo. Introdusse l'istruzione primaria gratuita e obbligatoria e aprì migliaia di nuove scuole in tutto il Paese. Sotto la sua presidenza, le donne turche ottennero pari diritti civili e politici; in particolare, acquisirono il diritto di voto alle elezioni locali con la legge n. 1580 del 3 aprile 1930 e, pochi anni dopo, nel 1934, il suffragio universale completo. L'economista tedesco Alexander Rüstow definì il suo governo come una dittatura benevola.

### Josip Broz Tito

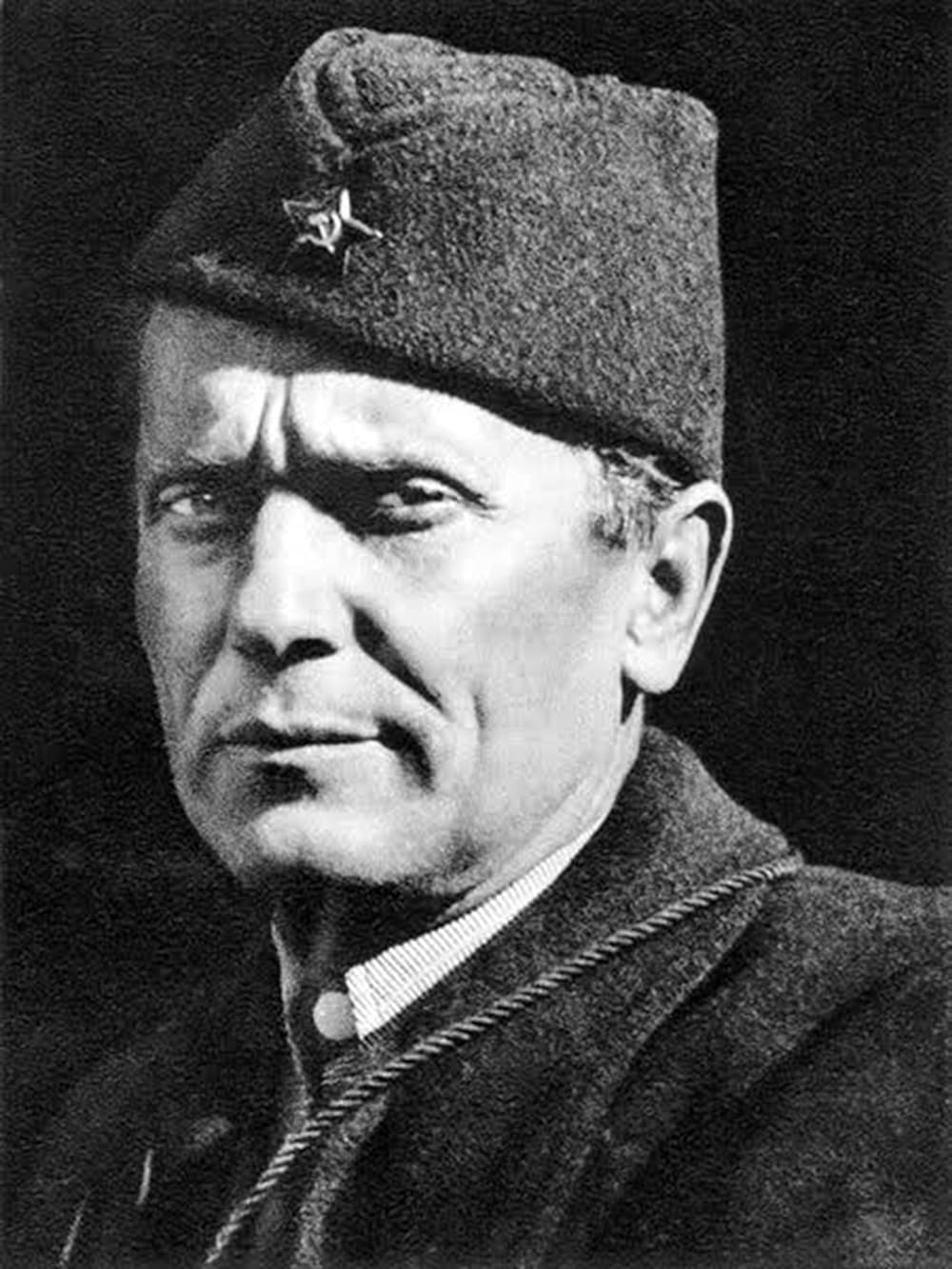
Josip Broz Tito

Josip Broz Tito ha guidato l'ex Repubblica Socialista Federale di Jugoslavia come primo ministro e presidente (più tardi presidente a vita) dalla sua fondazione nel 1945 fino alla sua morte nel 1980. Sebbene molti abbiano criticato il suo governo come autoritario, alcuni lo considerano ancora oggi un leader benevolo, attento al bene comune. Secondo l'autrice Susan G. Shapiro, Tito era molto popolare e rispettato come figura pubblica sia in Jugoslavia che all'estero.
La sua politica interna, vista come un simbolo di unità, soprattutto alla luce della violenta dissoluzione della Jugoslavia, ha mantenuto la pacifica convivenza tra i popoli della federazione. L'economia del Paese ha vissuto un periodo di prosperità grazie al sistema di autogestione dei lavoratori, ideato dal suo vice Edvard Kardelj. Tito ha guadagnato ulteriore attenzione internazionale come principale leader del Movimento dei Paesi non allineati.

### Lee Kuan Yew

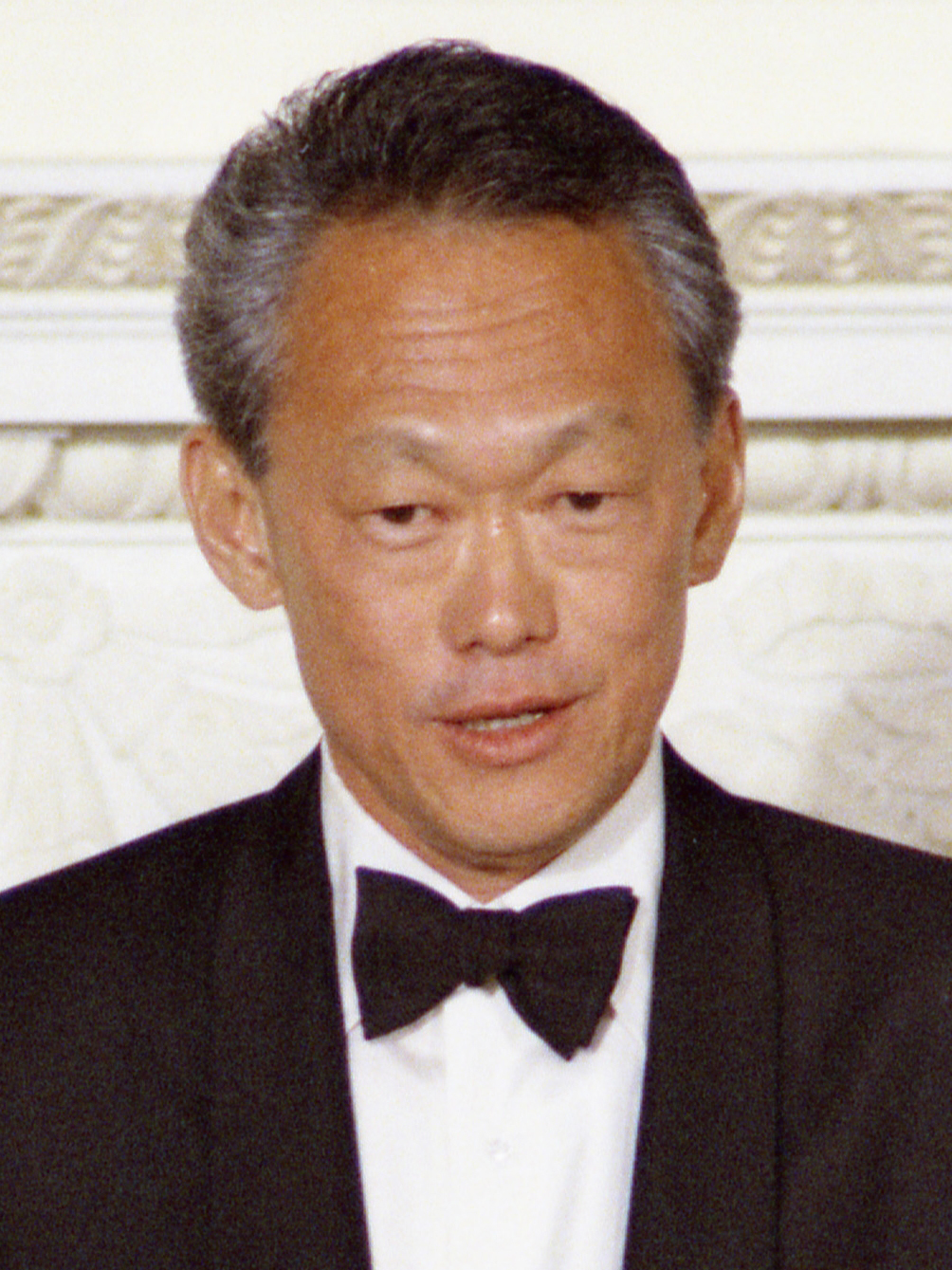
Lee Kuan Yew

Dalla sua indipendenza, proclamata il 9 agosto 1965, Singapore si è trasformata in poche decadi da una società agricola relativamente sottosviluppata e povera nella nazione più sviluppata dell'Asia e una delle più ricche al mondo, diventando un centro nevralgico per l'aviazione, la finanza internazionale, l'economia, il turismo e il traffico marittimo. Di conseguenza, Singapore è stata inclusa tra le quattro "tigri asiatiche". Lee Kuan Yew e la sua amministrazione hanno dominato in maniera assoluta la politica di Singapore fino al 1990, con il suo Partito d'Azione Popolare che da allora ha mantenuto il potere, gestendo Singapore come uno stato a partito egemone. Per questo motivo, Lee è spesso citato come un dittatore benevolo.
Come leader al potere per trentuno anni, dal 1959 al 1990, Lee ha promulgato leggi che alcuni osservatori hanno considerato autocratiche, cercando di reprimere l'opposizione politica attraverso cause per diffamazione. Nonostante ciò, Lee è stato spesso visto con favore dai cittadini di Singapore per la trasformazione che ha apportato al Paese. Peter Popham dell'Independent lo ha descritto come "uno dei più grandi pragmatisti politici di successo".
Dopo il suo ritiro dalla carica di primo ministro nel 1990 e la sua morte nel 2015, Singapore ha vissuto una maggiore democratizzazione, con una più ampia partecipazione politica da parte di altri partiti, in particolar modo il Partito dei Lavoratori, e l'istituzione dell'ufficio del leader dell'opposizione. Tuttavia, il governo di Singapore resta oggetto di critiche in quanto non garantisce la libertà di espressione al pari dei suoi alleati occidentali.

### France-Albert René

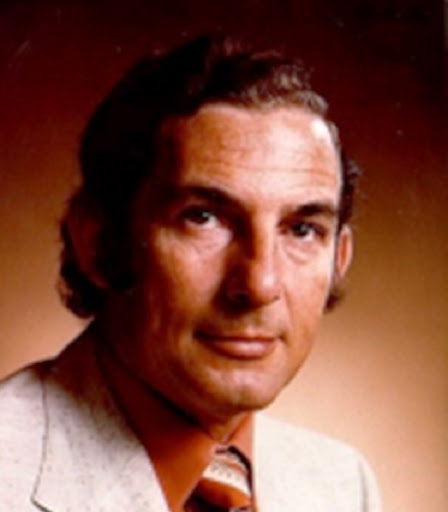
France-Albert René

France-Albert René è considerato un notevole esempio di dittatore benevolo, grazie ai suoi sforzi per ridurre la povertà alle Seychelles, istituendo un sistema sanitario universale e portando il tasso di alfabetizzazione al 90%. Sotto la sua guida, le Seychelles sono diventate la nazione più sviluppata dell'Africa, secondo l'indice di sviluppo umano, e hanno raggiunto uno dei più alti PIL pro capite del continente. I suoi sostenitori lodano le sue priorità sociali, evidenziando come l'ampio finanziamento destinato a istruzione, sanità e ambiente abbia portato a risultati eccellenti in indicatori chiave, tra cui la riduzione della mortalità infantile, l'aumento del tasso di alfabetizzazione e il miglioramento del benessere economico, che sono tra i migliori del continente. Durante il suo governo, le Seychelles sono riuscite a evitare l'instabilità politica e la povertà che affliggevano altre isole vicine, come le Comore e il Madagascar.
Tuttavia, nel 2018, la Commissione per la verità e la riconciliazione (TRNUC) ha ascoltato testimonianze di torture, esecuzioni, esili e arresti senza processo, nonché prove di crimini finanziari e saccheggio delle risorse dello stato e dei privati.